# Lufthansa-Flug 592
Am 11. Februar 1993 wurde ein Airbus A310-300 auf dem Lufthansa-Flug 592, einem Linienflug der Lufthansa von Frankfurt am Main über Kairo nach Addis Abeba in Äthiopien, in die Vereinigten Staaten entführt. An Bord befanden sich 94 Passagiere und zehn Besatzungsmitglieder. Die Entführung endete in New York City, ohne dass Personen verletzt wurden.

## Verlauf der Entführung
Etwa 35 Minuten nach dem Start vom Flughafen Frankfurt Main wurde das Flugzeug auf der ersten Etappe nach Kairo von Nebiu Zewolde Demeke, einem 20-jährigen äthiopischen Staatsbürger, der sich seit sechs Monaten in Deutschland aufhielt, mit einer in die Maschine geschmuggelten Waffe – wie später festgestellt wurde einer Startpistole mit Platzpatronen – in seine Gewalt gebracht und zum John F. Kennedy International Airport in New York entführt. Er war in Frankfurt als regulärer Fluggast an Bord gegangen, das Ticket hatte er von den deutschen Behörden erhalten, nachdem er seinen Asylantrag zurückgezogen hatte. Die zerlegte Startpistole hatte er in seinem Hut versteckt und auf der Bordtoilette wieder zusammengesetzt. Während der Entführung trug er eine Skimaske aus schwarzer Wolle.
Flugkapitän Gerhard Goebel, der später Anerkennung für seine Ruhe und sein Verhandlungsgeschick erhielt, flog den Airbus A310-300 (Kennzeichen: D-AIDM) mit 94 Passagieren und zehn Besatzungsmitgliedern unter dem Vorwand, die Maschine müsse für die Strecke nach New York mehr Kerosin tanken, zunächst zum Flughafen Hannover-Langenhagen. Die deutschen Sicherheitskräfte ließen die Maschine dann Richtung New York starten, nachdem der Entführer, der wiederholt mit der Erschießung von Crew-Mitgliedern und Passagieren drohte, versprach, sich bei Ankunft den dortigen Behörden zu stellen.
Elf Stunden nach Beginn der Entführung und 14 Minuten nach der Landung auf dem John F. Kennedy International Airport ergab sich Demeke, nachdem er dem Piloten seine Pistole im Austausch gegen dessen Sonnenbrille übergeben und seine Mütze im Cockpit zurückgelassen hatte. Alle Geiseln blieben unversehrt.
Demeke wurde von einem New Yorker Bundesbezirksgericht im Juni 1996 zu 20 Jahren Haft verurteilt.

## Der Entführer
Nebiu Zewolde Demeke (* 24. September 1972 in Ägypten) wuchs, nachdem sein Vater, ein Wirtschaftswissenschaftler, in Äthiopien als politischer Gefangener inhaftiert worden war, mit seiner Schwester und zwei Brüdern in Marokko auf, wo er die American School in Tanger besuchte. Seine Geschwister hielten sich zum Zeitpunkt der Flugzeugentführung bereits längere Zeit mit Studentenvisa in den Vereinigten Staaten auf, wo sie Colleges bzw. Universitäten besuchten. Im August 1992 kam Demeke nach Deutschland, wo er zunächst um Asyl ansuchte, den Antrag Anfang Februar 1993 aber wieder zurückzog und daraufhin von den deutschen Behörden ein Ticket für den Flug nach Addis Abeba erhielt. Sein Motiv für die Entführung war, wie die Untersuchungsbehörden in den Vereinigten Staaten berichteten, dass er zu seinen Geschwistern wollte.

## Flugroute der letzten Jahre
Der Lufthansa-Flug 592 führte zuletzt in den Jahren 2013 und 2014 von Frankfurt nach Dschidda in Saudi-Arabien und teilweise bis Asmara in Eritrea.

## Verfilmung
Flucht in die USA, Dokumentation Welt (Fernsehsender) 2018